# Gorni Dăbnik, Plevna
Gorni Dăbnik (în bulgară Горни Дъбник) este un sat în comuna Dolni Dăbnik, regiunea Plevna,  Bulgaria. 

## Demografie
Componența etnică a satului Gorni Dăbnik
     Romi (3,49%)
     Turci (3,92%)
     Bulgari (83,16%)
     Nicio identificare (9,05%)
     Altele (0,35%)
La recensământul din 2011, populația satului Gorni Dăbnik era de 1.402 locuitori. Din punct de vedere etnic, majoritatea locuitorilor (83,16%) erau bulgari, existând și minorități de turci (3,92%) și romi (3,49%). Pentru 9,05% din locuitori nu este cunoscută apartenența etnică.